# リッチモンド・ボアキエ
リッチモンド・イアドム・ボアキエ（Richmond Yiadom Boakye, 1993年1月28日 - ）は、ガーナ・アシャンティ州アゴゴ出身のサッカー選手。ポジションはFW。

## 経歴
2008年からイタリアのジェノアCFCのユースチームに所属し、翌年トップチームに昇格した。2010年4月3日、ASリヴォルノ・カルチョ戦でプロデビューを果たした。2011年6月、USサッスオーロ・カルチョにレンタル移籍し、リーグ戦11ゴールを記録した。
2012年7月、サッスオーロでの活躍が評価され共同保有でジェノアCFCからユヴェントスFCへ共同保有の形で移籍。
2012年8月、サッスオーロに再びレンタル移籍することが決定。セリエBで11得点を挙げ昇格に貢献した。
2013年8月、昇格したエルチェCFへのレンタル移籍が決定した。
2014年6月20日、ジェノアは保有権をアタランタBCへ売却し、同クラブでプレー。2015年6月24日、アタランタはユヴェントスから残り半分の保有権を買い取った。同年8月31日、エールディヴィジに復帰したローダJCに期限付き移籍した。半年でアタランタに戻り、翌年1月26日からはセリエBのUSラティーナ・カルチョにローンで加入した。その後ラティーナに完全移籍した。
2017年1月、セルビア・スーペルリーガのレッドスター・ベオグラードへ1年半の期限付き移籍が決定した。リーグ戦16試合で12得点、国内カップ戦も含めると19試合で16得点と活躍し、6月27日に完全移籍となった。
2018年2月27日、移籍金550万ユーロで中国超級リーグの江蘇蘇寧足球倶楽部へ移籍した。
2018年9月1日、レッドスター・ベオグラードに2年半契約（1年契約延長オプション）で復帰。

## 代表歴
ガーナ代表として2011年にアフリカユース選手権に出場し2ゴールを記録した。
2012年8月15日の中国との親善試合でA代表デビューを飾り、初得点を挙げた。

## 個人成績
| シーズン | クラブ       | リーグ                   | リーグ | リーグ |
| シーズン | クラブ       | リーグ                   | 出場   | 得点   |
| -------- | ------------ | ------------------------ | ------ | ------ |
| 2009-10  | ジェノア     | セリエA                  | 3      | 1      |
| 2010-11  | ジェノア     | セリエA                  | 4      | 0      |
| 2011-12  | サッスオーロ | セリエB                  | 32     | 10     |
| 2012-13  | サッスオーロ | セリエB                  | 32     | 11     |
| 2013-14  | エルチェ     | プリメーラ・ディビシオン | 31     | 6      |
| 2014-15  | アタランタ   | セリエA                  | 19     | 3      |
| 通算     | 通算         | 通算                     | 121    | 31     |

## タイトル
ジェノア
- コッパ・イタリア・プリマヴェーラ : 2008-09
- スーペルコッパ・プリマヴェーラ : 2009, 2010
- カンピオナート・プリマヴェーラ : 2009-10

サッスオーロ
- セリエB : 2012-13